# 新北市保護動物協會
新北市保護動物協會是位於台灣新北市的動物保護組織，由陳文美成立於2006年，原名台北縣保護動物協會，2010年因台北縣升格為新北市而改為現名。協會另設有慈音園狗兒之家，收容了數百隻流浪狗。

## 歷史
陳文美在成立台北縣保護動物協會前，因罹患憂鬱症，數度有輕生的想法；但一次她見到一隻流浪母狗為餵食小狗而去搶奪便當的行為後，便發心要救助流浪動物。她最初借貸近新台幣百萬元，設立「慈音園狗兒之家」救援及收容流浪狗；其後才於2006年創立台北縣保護動物協會，所救助之流浪狗待其痊癒後，便移至慈音園或供民眾認養。
因2010年台北縣升格為新北市，台北縣保護動物協會於2011年7月18日更名為「新北市保護動物協會」。

## 外部連結
- 官方網站 （页面存档备份，存于）
- 新北市保護動物協會部落格 （页面存档备份，存于）
- 新北市保護動物協會的Facebook專頁